# Antonius van Wijnbergen
Antonius Ignatius Maria Josephus baron van Wijnbergen (Loenen, 8 maart 1869 - Amsterdam, 1 maart 1950) was een Nederlands politicus.

## Leven en werk
Van Wijnbergen, lid van de familie Van Wijnbergen, werd in 1869 in Loenen geboren als een zoon van Ferdinandus Maria Alexander Joseph baron van Wijnbergen en van Anthonia Maria Leopoldina barones van Hacfort tot ter Horst. Hij behaalde zijn gymnasiumdiploma aan het Sint Willibrordus College te Katwijk aan de Rijn en vervolgens studeerde Van Wijnbergen rechten aan de Gemeentelijke Universiteit te Amsterdam. Hij begon zijn carrière als advocaat. Nadien fungeerde hij als ambtenaar voor de kantons Veghel, Boxmeer en Eindhoven. Daarna was hij onder meer werkzaam als administratief rechter en in 1904 Tweede Kamerlid voor het district Elst. Later ook partijvoorzitter. Hij was een groot voorstander van samenwerking van de rechtse partijen en bewonderaar van Colijn. Hij maakte als onderwijswoordvoerder in 1916 deel uit van de Pacificatiecommissie-Bos. Hij werd vanwege zijn uitspraak 'socialisten zijn canaille' door tegenstanders 'Baron Canaille' genoemd. Van 1933 tot 1939 was van Wijnbergen president van de Centrale Raad van Beroep.